# Italialand
Italialand era una serie di spettacoli teatrali e programmi televisivi di Maurizio Crozza, trasmessa da LA7 in prima serata.

## Italialand
Lo spettacolo è stato registrato il 19 e 26 maggio 2011 al Teatro Nazionale di Milano. È stato trasmesso in televisione da LA7 e in streaming sul sito dell'emittente il 20 e 27 maggio 2011. Successivamente è stato replicato su LA7d e Comedy Central.
La prima puntata, con Matteo Renzi e Gianni Alemanno ospiti dello sketch di Marzullo, ha registrato uno share del 9,90%, mentre la seconda, che ha visto la partecipazione di Pier Luigi Bersani, Italo Bocchino e Roberto Castelli, uno share del 10,93%.
Nel corso della seconda puntata l'imitazione di Pier Luigi Bersani riscosse un discreto successo su vari social network. Lo sketch è stato ispirato dalla trasmissione televisiva Vieni via con me e vide la diretta partecipazione del leader del PD Pier Luigi Bersani che lesse l'elenco delle sue metafore. Un altro sketch di oggettiva rilevanza è stata l'intervista satirica di "Marzullo" a Italo Bocchino e Roberto Castelli, durante la quale l'allora viceministro leghista Castelli ricevette diversi fischi dal pubblico presente in sala.

### Sketch
|                     | 19/05 | 26/05 |
| Matteo Renzi        | Si    | Si    |
| Pier Luigi Bersani  | Si    | Si    |
| Giorgio Napolitano  | Si    | Si    |
| Sergio Marchionne   | Si    | Si    |
| Gigi Marzullo       | Si    | Si    |
| Roberto Giacobbo    | Si    | Si    |
| Gipsy Kings         | Si    | Si    |
| Antonino Zichichi   |       | Si    |
| Ennio Doris         |       | Si    |
| Massimiliano Fuffas |       | Si    |

### Ascolti
| nº | Messa in onda  | Telespettatori | Share  | Fonte |
| -- | -------------- | -------------- | ------ | ----- |
| 1  | 20 maggio 2011 | 2.402.000      | 9,90%  | [ 1 ] |
| 2  | 27 maggio 2011 | 2.754.000      | 10,93% | [ 2 ] |

## Italialand - Nuove attrazioni
Trasmesso in diretta dagli studi televisivi milanesi di LA7, inizialmente erano previste dieci puntate, poi ne sono state realizzate nove, perché il 4 novembre lo spettacolo è stato sospeso in segno di rispetto per le vittime dell'alluvione di Genova, città natale del conduttore.
Dal 28 ottobre, dopo ogni puntata viene mandato in onda, in seconda serata, Italialand - Antiche attrazioni, programma che replica spezzoni presi da Crozza Italia e da Crozza Alive, trasmesso anche su LA7d il sabato alle 10:40 e alle 19:40.
Dal 24 dicembre al 28 e dal 1º gennaio al 6 è andato in onda Italialand - Remixata!!!, trasmesso anche su LA7d, che ha replicato alcuni spezzoni del programma.

### Puntate Celebri
Nella puntata dell'11 novembre Maurizio Crozza scatena la sua felicità per le imminenti dimissioni di Silvio Berlusconi dalla carica di presidente del consiglio dei ministri (rassegnate la sera successiva la puntata) cantando una parodia di My Way di Frank Sinatra.
Nella puntata del 2 dicembre appare in studio il trio comico di Aldo, Giovanni e Giacomo, che interpreta due sketch. In uno dei due essi sono tre scagnozzi di un boss mafioso (interpretato dallo stesso Crozza), mentre nell'altro recitano alcune frasi con cui spiegano perché amano Milano (per esempio Aldo disse: «Mi sono innamorato di Milano perché non avevo niente da fare»).
Nella puntata del 9 dicembre venne fischiato Maurizio Gasparri che, tentando di giustificare l'intervento di Berlusconi secondo il quale gli italiani sono benestanti, disse «Se uno paragona l'Italia di oggi all'Italia del dopoguerra, l'Italia degli anni '50, è un Paese che sta meglio».
Nella trasmissione appare per tre volte Pierfrancesco Favino, interpretando altrettanti sketch: in uno di essi duetta con Crozza sulle note di una canzone apparsa nel film Alta società (Well, did you evah!), nel secondo sketch fa finta di essere un'addetta alle pulizie (Caramella) che imita Tina Pica e Pupella Maggio durante lo sketch che parodia Giorgio Napolitano, nel terzo interpreta Don Camillo che deve affrontare con Bersani il gay pride a Brescello. Il primo e il secondo sono inseriti nella puntata del 23 dicembre, mentre il terzo è nella puntata del 21 ottobre

### Sketch
|                     | 21/10 | 28/10 | 11/11 | 18/11 | 25/11 | 02/12 | 09/12 | 16/12 | 23/12 |
| Montezemolo         | Si    | Si    | Si    | Si    | Si    | Si    | Si    | Si    | Si    |
| Marzullo            | Si    | Si    | Si    | Si    | Si    | Si    | Si    | Si    | Si    |
| Kazzenger           | Si    | Si    | Si    | Si    | Si    | Si    | Si    | Si    | Si    |
| John MacNamara      | Si    | Si    | Si    | Si    | Si    | Si    | Si    | Si    |       |
| Napolitano          | Si    | Si    | Si    | Si    |       | Si    | Si    |       | Si    |
| Forrest Bossi       | Si    | Si    | Si    | Si    | Si    |       | Si    |       |       |
| Banca Enniolanum    |       |       |       |       | Si    |       | Si    | Si    | Si    |
| Angela Merkel       | Si    |       |       |       |       | Si    |       |       | Si    |
| Marchionne          |       | Si    |       |       | Si    |       |       | Si    |       |
| Matteo Renzi        | Si    |       | Si    |       |       |       |       |       |       |
| Ghedinello          | Si    |       |       | Si    |       |       |       |       |       |
| Bersani             | Si    |       |       |       | Si    |       |       |       |       |
| Mario Monti         |       |       |       |       | Si    | Si    |       |       |       |
| Berlusconi          |       |       | Si    |       |       |       |       |       |       |
| Vasco Rossi         |       |       |       | Si    |       |       |       |       |       |
| Massimiliano Fuffas |       |       |       |       |       | Si    |       |       |       |
| Gipsy Kings         |       |       |       |       |       |       | Si    |       |       |
| Papa Benedetto XVI  |       |       |       |       |       |       |       | Si    |       |
| Mimmo Scialla       |       |       |       |       |       |       |       | 1     |       |
| Gianfranco Frugnaro |       |       |       |       |       |       |       | 1     |       |

  Imitazione registrata

### Ascolti
Spettatori (in migliaia)Puntata05001000150020002500300035000246810Spettatori (migliaia)
| nº | Messa in onda    | Telespettatori | Share  | Fonte  |
| -- | ---------------- | -------------- | ------ | ------ |
| 1  | 21 ottobre 2011  | 2.737.000      | 10,31% | [ 10 ] |
| 2  | 28 ottobre 2011  | 2.938.000      | 11,11% | [ 11 ] |
| 3  | 11 novembre 2011 | 2.950.000      | 10,99% | [ 12 ] |
| 4  | 18 novembre 2011 | 3.164.000      | 11,88% | [ 13 ] |
| 5  | 25 novembre 2011 | 2.421.000      | 8,91%  | [ 14 ] |
| 6  | 2 dicembre 2011  | 2.501.000      | 9,01%  | [ 15 ] |
| 7  | 9 dicembre 2011  | 2.585.000      | 9,43%  | [ 16 ] |
| 8  | 16 dicembre 2011 | 2.817.000      | 11,03% | [ 17 ] |
| 9  | 23 dicembre 2011 | 2.775.000      | 10,47% | [ 18 ] |

## Fardelli di Italialand
Fardelli di Italialand rappresenta la terza edizione dello show di Maurizio Crozza. Lo show è formato da due puntate trasmesse in diretta dal Teatro Smeraldo di Milano da La7 mercoledì 23 maggio e mercoledì 30 maggio 2012.

### Ascolti
| nº | Messa in onda  | Telespettatori | Share | Fonte  |
| -- | -------------- | -------------- | ----- | ------ |
| 1  | 23 maggio 2012 | 2.202.000      | 8,19% | [ 19 ] |
| 2  | 30 maggio 2012 | 2.307.000      | 8,84% | [ 20 ] |